# 荒巻 (仙台市)
荒巻（あらまき）は、宮城県仙台市青葉区の大字である。旧宮城郡荒巻村の一部、旧宮城郡七北田村荒巻の一部に相当する。郵便番号は981-0945および980-0845（東北大学青葉山キャンパスを除く）。住居表示未実施。字青葉は大部分が東北大学青葉山キャンパスが占めており、2020年10月時点で字青葉の人口の約54.5%が学生、約51.1%が大学生・大学院生を占める。住民基本台帳に基づく人口は1,538人、世帯数は1,191世帯（2025年4月1日現在）。

## 地理
仙台市青葉区の東部、仙台市街の西端、七北田地域の南部に位置する。飛地が存在し、青葉区八幡により分断されている。

### 丘陵
- 青葉山 - 標高202mの丘陵。

### 小字
仙台地方法務局の「仙台市青葉区登記所備付地図データ」（2024年10月5日時点）およびデジタル庁公表のアドレス・ベース・レジストリの「宮城県町字マスターデータセット」（2024年8月13日時点）によれば、荒巻の小字は以下の通りである。
| 町字ID  | 町・字 | 町・字     | 出典 | 出典         |
| 町字ID  | 大字   | 小字       | 登記 | 町字マスター |
| ------- | ------ | ---------- | ---- | ------------ |
| 0109101 | 荒巻   | 字青葉     | ○    | ○            |
| 0109102 | 荒巻   | 字伊藤     | ×    | ○            |
| 0109103 | 荒巻   | 字海道北   | ×    | ○            |
| 0109104 | 荒巻   | 字狐沢山   | ×    | ○            |
| 0109105 | 荒巻   | 字弘法山   | ○    | ○            |
| 0109106 | 荒巻   | 字国見東山 | ×    | ○            |
| 0109107 | 荒巻   | 字三居沢   | ○    | ○            |
| 0109108 | 荒巻   | 字山屋敷   | ×    | ○            |
| 0109109 | 荒巻   | 字山雷神   | ×    | ○            |
| 0109110 | 荒巻   | 字仁田谷地 | ○    | ○            |
| 0109111 | 荒巻   | 字西雷神   | ○    | ○            |
| 0109112 | 荒巻   | 字蔵谷     | ×    | ○            |
| 0109113 | 荒巻   | 字二ノ坂   | ×    | ○            |
| 0109114 | 荒巻   | 字弁天前   | ×    | ○            |
| 0109115 | 荒巻   | 字坊主門   | ○    | ○            |
| 0109116 | 荒巻   | 字北雷神上 | ×    | ○            |
| 0109117 | 荒巻   | 字雷神堂山 | ×    | ○            |

#### 消滅した小字
宮城県各村字調書によると明治17、18年頃の荒巻村の小字は以下の通りである。
- 梅田川南
- 梅田中
- 梅田
- 梅田北
- 雷神東
- 大樋南
- 堤下雷神南
- 堤下雷神中
- 木蔵前
- 堤下南
- 堤下北
- 杉山下
- 堤下中
- 堤北雷神
- 台ノ原杉林
- 堤裏杉添
- 杉添
- 堤道
- 杉添中
- 杉添沢
- 杉添東
- 台ノ原下
- 台ノ原中
- 釜場
- 釜場上
- 六本松
- 東内沢
- 瓦山東
- 源太兵衛東
- 源太兵衛中
- 源太兵衛西
- 北鷺ケ森
- 鷺ケ森
- 三本松
- 岩下
- 藤松
- 瓦山
- 岩下東
- 一本杉北
- 一本杉
- 山田
- 穴田東
- 穴田
- 南間田下
- 南間田中
- 源新田
- 中戈
- 川竹
- 古海道東
- 神明川淵
- 下神明下
- 牡丹
- 南間田上
- 神明下
- 神明
- 苗代
- 北川
- 森前
- 裏新田
- 山新田
- 手土
- 山下土手
- 下銅谷
- 山下中
- 上銅谷
- 銅谷
- 竜道
- 雷神
- 山添
- 菖蒲沢
- 水門西
- 山下上
- 白石道北
- 狐沢
- 菊田
- 亀ケ岡
- 馬場
- 長者
- 宮田
- 中ノ沢
- 上郡山
- 伊勢原
- 伊勢神明
- 西山
- 日野北
- 日野中
- 日野門前
- 玉明神北
- 日野南
- 裏町
- 石母田
- 山中
- 疱瘡神
- 宮裏北
- 宮裏中
- 宮裏南
- 大ヘタ
- 一ノ坂北
- 大石山
- 一ノ坂南
- 棒芳
- 二ノ坂
- 狐沢山
- 北雷神上
- 伊藤
- 山屋敷
- 海道北
- 坊主門
- 西雷神
- 南山
- 雷神堂山
- 山雷神
- 蔵谷
- 高ノ倉
- 小ヘタ
- 中沢
- 小石沢
- 鶏沢
- 上ウナキ坂
- 平ウナキ坂
- 上小石沢
- 石小沢
- 笹ケ森
- 笹ケ森南
- 山上清水
- 滝前
- 三居沢
- 青葉
- 文珠
- 弘法山
- 石山
- 山大ヘタ
- 国見東山
- 弁天前
- 貝ケ森
- 月急山
- 杉塒
- 竜道山
- 北川山
- 川平
- カケストヤ
- 上杉山通
- 下小石沢
- 山神
- 滝道山
- 北裏
- 仁田谷地
- 菊田山

## 歴史
青葉山遺跡群において、旧石器時代の遺物、縄文時代の遺物、竪穴建物跡、平安時代の遺物が発見されていることから、旧石器時代から当地で人が活動していたとされる。
伊達政宗による仙台開府以前から、荒巻村は存在しており、往昔は広々とした荒涼たる草原で、沼や谷があり、その間に萩や葛などの生い茂っていた牧場地帯であった。そのため、荒巻村では多くの荒駒が放牧され、陸奥の駿馬が飼育されていた。
江戸期の荒巻村は東で小田原村と、西で郷六村と、西南で名取郡鈎取村・長町村と、西北で芋沢村と、南で仙台城下と、北で実沢村・上谷刈村と接した。荒巻村の村高は元禄郷帳によれば1,275石余、天保郷帳によれば1,630石余、正保郷帳によれば1,394石（うち本地1,390石で田1,081石、畑309石）、文政風土略記によれば1,078石（うち田814石、畑234石、茶畑31石）で世帯数は封内風土記によれば13世帯であったとされる。残月台本荒萩には仙台城下荒巻村分として
と記し、荒巻は近世仙台城下の大半を占める広大な地域だったことを伝えている。現に通町に鎮座する熊野神社は往古より荒巻村の総鎮守であった。
城下分の地域が抜けた後の荒巻村は、青葉山周辺から台原丘陵にかけての丘陵地帯を主とする地域となった。村内には神明宮が2社あり，うち1社は元和7年に伊達政宗の勧請によって造営されたもので、伊勢内外両宮を分霊し、その地を伊勢堂山と称した。仏堂は、藩士の嶺家が仮堂を建ててまつったものを伊達吉村が修覆料知行を与えて修造させた文殊堂が1宇がある。
戦前は、大日本帝国陸軍の演習用地として使用されていたが、終戦後は米軍の演習場として接収され、接収解除後は開拓地として開墾事業が行われていた。

### 沿革
- 1871年（明治4年） - 戸籍法が公布され、大区・小区制施行[20]。荒巻村は第二大区小六区に属す[20]。
- 1874年（明治7年） - 荒巻村が第二大区小四区に属す[21]。
- 1876年（明治9年） - 荒巻村が第二大区小九区に属す[21]。
- 1878年（明治11年） - 郡区町村編制法が施行[20]。荒巻村は北根村と連合村を形成[20]。
- 1884年（明治17年） - 荒巻村が北根村、松森村、七北田村、市名坂村、野村、上谷刈村、古内村の七ヶ村と連合村を形成[20]。
- 1882年（明治15年） - 宮城紡績会社が三居沢に設立される[22]。
- 1888年（明治21年）7月1日 - 宮城紡績会社が紡績機用の水車を利用して、水力発電が行われる[22]。
- 1889年（明治22年） - 字山上清水、字滝前、字宮裏、字上郡山、字中ノ沢が仙台市へと編入される。残余は町村制施行に伴い、荒巻村が北根村、松森村、七北田村、市名坂村、野村、上谷刈村、古内村の七ヶ村と合併し、七北田村が成立[23]。
- 1902年（明治35年） - 宮城紡績電灯の技師長である藤山常一が三居沢で日本初のカーバイト製造に成功した。
- 1910年（明治43年） - 三居沢発電所が運転開始[22]。
- 1929年（昭和4年） - 仙山線が開通し、北仙台駅が設置される[8]。
- 1930年（昭和5年） - 区画整理事業が実施され、竜宝荘や長者荘といった住宅地が造営される[8]。
- 1931年（昭和6年） - 荒巻が仙台市に編入される[23]。
- 1934年（昭和9年） - 荒巻耕地整理により、荒巻から一条通、二条通、三条通、四条通、五条通、六条通、神明横丁、神明通、長者町、西山、長者荘、竜宝荘、梅原通、鈴虫荘、小石沢通、宮脇通が成立[24]。
- 1948年（昭和23年） - 第二次世界大戦による戦災者および引揚者のための県営荒巻住宅を建設。
- 1965年（昭和40年） - 東北大学大学院工学研究科・工学部が片平より荒巻に移転しはじめる[25]。
- 1966年（昭和41年）4月 - 荒巻に仙台北警察署がおかれる[25]。
- 1967年（昭和42年）11月1日 - 八幡地区で住居表示実施。それに伴い荒巻の一部が国見一丁目、国見二丁目、国見三丁目、国見四丁目、国見五丁目、子平町、八幡五丁目となる[26]。
- 1968年（昭和43年）
  - 2月1日 - 通町地区で住居表示実施。それに伴い荒巻の一部が荒巻神明町、三条町、葉山町、北山三丁目、千代田町、山手町となる。
  - 宮城教育大学が富沢から荒巻に移転[25]。
- 1969年（昭和44年） - 東北大学大学院理学研究科・理学部が片平から荒巻に移転[25]。
- 1970年（昭和45年）2月1日 - 中央地区で住居表示実施。それに伴い荒巻の一部が梅田町、上杉六丁目、昭和町となる[26]。
- 1971年（昭和46年） - 宮城教育大学付属養護学校高等部が上杉より荒巻に移転[25]。
- 1972年（昭和47年）5月1日 - 台原・小松島地区で住居表示実施。それに伴い荒巻の一部が台原一丁目、台原二丁目、台原三丁目、台原四丁目、台原六丁目、東照宮一丁目となる[26]。
- 1974年（昭和49年）5月1日 - 桜ケ丘地区で住居表示実施。それに伴い荒巻の一部が桜ケ丘一丁目、桜ケ丘二丁目、桜ケ丘三丁目、桜ケ丘四丁目、桜ケ丘五丁目、桜ケ丘六丁目、桜ケ丘七丁目となる[26]。
- 1977年（昭和52年）7月4日 - 本沢・中山地区で住居表示実施。それに伴い荒巻の一部が川平一丁目、川平二丁目、川平三丁目、川平四丁目、川平五丁目、滝道、中山一丁目、中山二丁目、中山三丁目、中山四丁目、中山五丁目、中山六丁目、中山七丁目、中山八丁目、中山九丁目、西勝山、東勝山一丁目、東勝山二丁目、東勝山三丁目となる[26]。
- 1978年（昭和53年）7月3日 - 北根・荒巻地区で住居表示実施。それに伴い荒巻の一部が荒巻中央、あけぼの町、北根三丁目、北根四丁目、北根黒松、鷺ケ森一丁目、鷺ケ森二丁目、堤町一丁目、堤町二丁目、堤町三丁目、藤松、双葉ケ丘一丁目、双葉ケ丘二丁目、水の森一丁目、水の森二丁目、水の森三丁目、水の森四丁目となる[26]。
- 1979年（昭和54年）7月6日 - 本沢・中山地区で住居表示実施。それに伴い荒巻の一部が荒巻本沢一丁目、荒巻本沢二丁目、荒巻本沢三丁目となる[26]。
- 1984年（昭和59年）2月1日 - 国鉄国見駅が設置される[27]。
- 1985年（昭和60年） - 三居澤大聖不動尊の不動堂が建て替えられる[28]
- 1987年（昭和62年）7月6日 - 貝ケ森地区で住居表示実施。それに伴い荒巻の一部が貝ケ森一丁目、貝ケ森二丁目、貝ケ森三丁目、貝ケ森四丁目、貝ケ森五丁目、貝ケ森六丁目、菊田町となる[29][26]。
- 1988年（昭和63年）7月4日 - 文殊・石山地区で住居表示実施。それに伴い荒巻の一部が八幡六丁目、八幡七丁目となる[26]。
- 1989年（平成元年） - 仙台市が政令指定都市に指定され、荒巻が青葉区に所属する[30]。
- 1992年（平成4年）7月6日 - 国見地区で住居表示実施。それに伴い、荒巻の一部が国見六丁目となる[26]。
- 1999年（平成11年）9月7日 - 三居沢発電所が国の登録有形文化財に登録される[31]。
- 2015年（平成27年）12月6日 - 仙台市地下鉄東西線が開通[32]。青葉山駅が設置される。
- 2016年（平成28年）秋 - 東北大学大学院農学研究科・農学部が雨宮より荒巻に移転[33]。

### 町名の変遷
以下は1934年（昭和9年）頃の耕地整理による町名の変遷である。
| 実施後   | 実施年月日        | 実施前（特記なければ各町・字ともその一部）                               |
| -------- | ----------------- | ------------------------------------------------------------------------ |
| 一条通   | 1934年（昭和9年） | 字馬場、字中ノ沢、北山町                                                 |
| 二条通   | 1934年（昭和9年） | 字馬場、字中ノ沢、北山町                                                 |
| 三条通   | 1934年（昭和9年） | 字馬場、字長者、字中ノ沢、字宮田、字上郡山、北山町                       |
| 四条通   | 1934年（昭和9年） | 字長者、字中ノ沢、字上郡山、字宮田、北山町                               |
| 五条通   | 1934年（昭和9年） | 字宮田、字中ノ沢、字上郡                                                 |
| 六条通   | 1934年（昭和9年） | 字宮田、字中ノ沢、字伊勢神明、字伊勢原、字郡山                           |
| 神明通   | 1934年（昭和9年） | 字上郡山、字伊勢神明                                                     |
| 神明横丁 | 1934年（昭和9年） | 字伊勢神明                                                               |
| 長者町   | 1934年（昭和9年） | 字馬場、字宮田、字伊勢神明、字長者                                       |
| 西山     | 1934年（昭和9年） | 字西山、字日野北                                                         |
| 長者荘   | 1934年（昭和9年） | 字石母田、字日野中、字日野南、字伊勢原、字疱瘡神、字玉明神北、字日野門前 |
| 竜宝荘   | 1934年（昭和9年） | 字宮裏北、字大ヘタ、字山大ヘタ、坊主町、八幡町                           |
| 梅原通   | 1934年（昭和9年） | 字宮裏北、字大ヘタ、字宮裏南、字宮裏西、半子町                           |
| 鈴虫荘   | 1934年（昭和9年） | 字大ヘタ、字山大ヘタ、字小石沢                                           |
| 小石沢通 | 1934年（昭和9年） | 字山大ヘタ、字小石沢、字下小石沢                                         |
| 宮脇通   | 1934年（昭和9年） | 字大ヘタ、字鶏沢                                                         |

以下は荒巻において、住居表示が実施された際の町名の変遷である。
| 実施後         | 実施年月日                | 実施地区         | 実施前（特記なければ各町・字ともその一部）                                                                       |
| -------------- | ------------------------- | ---------------- | --- |
| 国見一丁目     | 1967年（昭和42年）11月1日 | 八幡地区         | 字裏町、字日野中、字西山、字日野北、字菊田山、字石母田、字一ノ坂北、半子町、長者荘、西山、石母田                 |
| 国見二丁目     | 1967年（昭和42年）11月1日 | 八幡地区         | 字宮裏北、竜宝荘、坊主町、梅原通、鈴虫荘                                                                         |
| 国見三丁目     | 1967年（昭和42年）11月1日 | 八幡地区         | 字鶏沢、字上鰻坂、字平鰻坂、字小石沢、字大石山、字山大ヘタ、字石子沢、宮脇通、山上清水、小石沢通、鈴虫荘、       |
| 国見四丁目     | 1967年（昭和42年）11月1日 | 八幡地区         | 字大石山、字宮裏西、字狐沢山、字宮裏北、字一ノ坂北                                                               |
| 国見五丁目     | 1967年（昭和42年）11月1日 | 八幡地区         | 字笹ケ森、字高ノ原、字小ヘタ、字中ノ沢、字蔵谷、字山雷神、字雷神、字南山、字弘法山、字笹ケ森南                   |
| 子平町         | 1967年（昭和42年）11月1日 | 八幡地区         | 字裏町、字伊勢原、字上郡山、字日野南の各全部と半子町、新坂通、伊勢堂下、長者荘、六条通                           |
| 八幡五丁目     | 1967年（昭和42年）11月1日 | 八幡地区         | 字弘法山、滝前、滝前丁、山上清水、八幡町、八幡町崖下                                                             |
| 荒巻神明町     | 1968年（昭和43年）2月1日  | 通町地区         | 字神明、字神明下、字牡丹、字神明川淵、字下神明下、字南間田上、字中戈、字南間田中、北山町                         |
| 三条町         | 1968年（昭和43年）2月1日  | 通町地区         | 字伊勢原、字郡山、五条通、北山町、神明通、六条通、新坂通の各一部と一条通、二条通、三条通、四条通、中ノ沢の各全部 |
| 葉山町         | 1968年（昭和43年）2月1日  | 通町地区         | 字南間田下、字穴田、字中戈、字川竹                                                                               |
| 北山三丁目     | 1968年（昭和43年）2月1日  | 通町地区         | 字馬場、字亀ケ岡、字菊田、字長者、字伊勢神明、北山町、長者町、五条通                                             |
| 千代田町       | 1968年（昭和43年）2月1日  | 通町地区         | 字伊勢神明、字西山、字菊田山、字狐沢、字菊田、神明横丁、神明通、長者町、六条通                                   |
| 山手町         | 1968年（昭和43年）2月1日  | 通町地区         | 字山新田、字手戸、字白石道北、字菊田、字裏新田、北山町                                                           |
| 梅田町         | 1970年（昭和45年）2月1日  | 中央地区         | 字梅田川南、字梅田中、字梅田北、字梅田、字杉添東、北六番丁、北七番丁、北七番丁明神                               |
| 上杉六丁目     | 1970年（昭和45年）2月1日  | 中央地区         | 字大樋南、字雷神東、字梅田北、字堤下雷神中、字堤北雷神、字上杉山通、北六番丁、北七番丁、北七番丁明神             |
| 昭和町         | 1970年（昭和45年）2月1日  | 中央地区         | 字堤下雷神中、字堤下雷神南、字堤北雷神、字木蔵前、字堤下中、字堤下南                                             |
| 台原一丁目     | 1972年（昭和47年）5月1日  | 台原・小松島地区 | 字堤北雷神、字上杉山通、字杉添東、字杉添沢、字北杉山、字杉添、字杉添中、字堤裏杉添、字堤道                       |
| 台原二丁目     | 1972年（昭和47年）5月1日  | 台原・小松島地区 | 字一本杉、字釜場、字釜場上、字一本杉北、字岩下東                                                                 |
| 台原三丁目     | 1972年（昭和47年）5月1日  | 台原・小松島地区 | 字岩下東、字瓦山、字瓦山東、字東内沢、字道添、字六本松                                                           |
| 台原四丁目     | 1972年（昭和47年）5月1日  | 台原・小松島地区 | 字台ノ原、字台ノ原中、字台原下、字釜場、字六本松、原町小田原字瓦山                                               |
| 台原六丁目     | 1972年（昭和47年）5月1日  | 台原・小松島地区 | 字上杉山通、字杉添東、原町小田原字平林、北六番丁                                                                 |
| 東照宮一丁目   | 1972年（昭和47年）5月1日  | 台原・小松島地区 | 字梅田、北六番丁、原町小田原字宝蔵院、原町小田原字長命坂、原町小田原字露無、                                     |
| 桜ケ丘一丁目   | 1974年（昭和49年）5月1日  | 桜ケ丘地区       | 字川平 |
| 桜ケ丘二丁目   | 1974年（昭和49年）5月1日  | 桜ケ丘地区       | 字川平 |
| 桜ケ丘三丁目   | 1974年（昭和49年）5月1日  | 桜ケ丘地区       | 字川平 |
| 桜ケ丘四丁目   | 1974年（昭和49年）5月1日  | 桜ケ丘地区       | 字川平 |
| 桜ケ丘五丁目   | 1974年（昭和49年）5月1日  | 桜ケ丘地区       | 字川平 |
| 桜ケ丘六丁目   | 1974年（昭和49年）5月1日  | 桜ケ丘地区       | 字川平 |
| 桜ケ丘七丁目   | 1974年（昭和49年）5月1日  | 桜ケ丘地区       | 字川平 |
| 川平一丁目     | 1977年（昭和52年）7月4日  | 本沢・中山地区   | 字川平、字滝道山、字鳶巣山                                                                                       |
| 川平二丁目     | 1977年（昭和52年）7月4日  | 本沢・中山地区   | 字川平 |
| 川平三丁目     | 1977年（昭和52年）7月4日  | 本沢・中山地区   | 字川平、荒巻土地区画整理事業施行地区                                                                             |
| 川平四丁目     | 1977年（昭和52年）7月4日  | 本沢・中山地区   | 字川平 |
| 川平五丁目     | 1977年（昭和52年）7月4日  | 本沢・中山地区   | 字川平 |
| 滝道           | 1977年（昭和52年）7月4日  | 本沢・中山地区   | 字川平、字滝道山、字鳶巣山                                                                                       |
| 中山一丁目     | 1977年（昭和52年）7月4日  | 本沢・中山地区   | 字滝道山、字鳶巣山、字雷神、字川平                                                                               |
| 中山二丁目     | 1977年（昭和52年）7月4日  | 本沢・中山地区   | 字滝道山、字山神、字月急山                                                                                       |
| 中山三丁目     | 1977年（昭和52年）7月4日  | 本沢・中山地区   | 字月急山 |
| 中山四丁目     | 1977年（昭和52年）7月4日  | 本沢・中山地区   | 字滝道山、字鳶巣山、字月急山、字川平                                                                             |
| 中山五丁目     | 1977年（昭和52年）7月4日  | 本沢・中山地区   | 字滝道山、字鳶巣山、字川平                                                                                       |
| 中山六丁目     | 1977年（昭和52年）7月4日  | 本沢・中山地区   | 字鳶巣山、字川平                                                                                                 |
| 中山七丁目     | 1977年（昭和52年）7月4日  | 本沢・中山地区   | 字川平 |
| 中山八丁目     | 1977年（昭和52年）7月4日  | 本沢・中山地区   | 字川平 |
| 中山九丁目     | 1977年（昭和52年）7月4日  | 本沢・中山地区   | 字川平、字杉塒                                                                                                   |
| 西勝山         | 1977年（昭和52年）7月4日  | 本沢・中山地区   | 字川平 |
| 東勝山一丁目   | 1977年（昭和52年）7月4日  | 本沢・中山地区   | 字源太兵衛西、字藤松                                                                                             |
| 東勝山二丁目   | 1977年（昭和52年）7月4日  | 本沢・中山地区   | 字カケス塒 |
| 東勝山三丁目   | 1977年（昭和52年）7月4日  | 本沢・中山地区   | 字カケス塒 |
| 荒巻中央       | 1978年（昭和53年）7月3日  | 北根・荒巻地区   | 字北川、字北川山、字川平、字古海道東                                                                             |
| あけぼの町     | 1978年（昭和53年）7月3日  | 北根・荒巻地区   | 字川竹、字北裏、字穴田東、字北鷺ケ森、字古海道東                                                                 |
| 北根三丁目     | 1978年（昭和53年）7月3日  | 北根・荒巻地区   | 字源新田、北根字黒松、北根字堰向、北根字新茶屋、北根字一念坊                                                     |
| 北根四丁目     | 1978年（昭和53年）7月3日  | 北根・荒巻地区   | 字藤松、字源太兵衛東、字源太兵衛中、字源太兵衛西、北根字新茶屋                                                   |
| 北根黒松       | 1978年（昭和53年）7月3日  | 北根・荒巻地区   | 字源新田、北根字暗角、北根字一念坊、北根字新道                                                                   |
| 鷺ケ森一丁目   | 1978年（昭和53年）7月3日  | 北根・荒巻地区   | 字三本松、字鷺ケ森、字北鷺ケ森、字藤松、北根字道添                                                               |
| 鷺ケ森二丁目   | 1978年（昭和53年）7月3日  | 北根・荒巻地区   | 字藤松、字北鷺ケ森、字源太兵衛西、字カケス塒                                                                     |
| 堤町一丁目     | 1978年（昭和53年）7月3日  | 北根・荒巻地区   | 字上杉山通、字堤下中、字杉山下、字北山杉、字添、字堤裏杉添、堤町、堤町土手下                                     |
| 堤町二丁目     | 1978年（昭和53年）7月3日  | 北根・荒巻地区   | 字穴田東、字山田、字三本松、堤町、通町北裏                                                                       |
| 堤町三丁目     | 1978年（昭和53年）7月3日  | 北根・荒巻地区   | 字山田、字一本杉、字一本杉北、字三本松、字岩下                                                                   |
| 藤松           | 1978年（昭和53年）7月3日  | 北根・荒巻地区   | 字藤松、北根字前沢、北根字道添、北根字金杭沢                                                                     |
| 双葉ケ丘一丁目 | 1978年（昭和53年）7月3日  | 北根・荒巻地区   | 字源太兵衛東、字源新田、北根字暗角、北根字新茶屋                                                                 |
| 双葉ケ丘二丁目 | 1978年（昭和53年）7月3日  | 北根・荒巻地区   | 字源太兵衛中 |
| 水の森一丁目   | 1978年（昭和53年）7月3日  | 北根・荒巻地区   | 字鷺ケ森、字北鷺ケ森、字古街道東副                                                                               |
| 水の森二丁目   | 1978年（昭和53年）7月3日  | 北根・荒巻地区   | 字古街道東副 |
| 水の森三丁目   | 1978年（昭和53年）7月3日  | 北根・荒巻地区   | 字川平 |
| 水の森四丁目   | 1978年（昭和53年）7月3日  | 北根・荒巻地区   | 字川平 |
| 荒巻本沢一丁目 | 1979年（昭和54年）7月4日  | 本沢・中山地区   | 字菖蒲沢、字滝道山、字山添、字雷神、字龍道                                                                       |
| 荒巻本沢二丁目 | 1979年（昭和54年）7月4日  | 本沢・中山地区   | 字水門西、字銅谷、字下銅谷、字北川山、字北川                                                                     |
| 荒巻本沢三丁目 | 1979年（昭和54年）7月4日  | 本沢・中山地区   | 字苗代、字北川、字北川山、字川平、字鳶巣山                                                                       |
| 貝ケ森一丁目   | 1987年（昭和62年）7月6日  | 貝ケ森地区       | 字山中、字一ノ坂北                                                                                               |
| 貝ケ森二丁目   | 1987年（昭和62年）7月6日  | 貝ケ森地区       | 字ニノ坂、字狐沢山、字一ノ坂南                                                                                   |
| 貝ケ森三丁目   | 1987年（昭和62年）7月6日  | 貝ケ森地区       | 字菊田山、字貝ケ森、字山中                                                                                       |
| 貝ケ森四丁目   | 1987年（昭和62年）7月6日  | 貝ケ森地区       | 字貝ケ森 |
| 貝ケ森五丁目   | 1987年（昭和62年）7月6日  | 貝ケ森地区       | 字菊田山、字貝ケ森                                                                                               |
| 貝ケ森六丁目   | 1987年（昭和62年）7月6日  | 貝ケ森地区       | 字山中、字一ノ坂北、字石母田、字菊田山                                                                           |
| 菊田町         | 1987年（昭和62年）7月6日  | 貝ケ森地区       | 字菊田、字狐沢、字菊田山                                                                                         |
| 八幡六丁目     | 1988年（昭和63年）7月4日  | 文殊・石山地区   | 字文殊、字弘法山、字仁田谷地                                                                                     |
| 八幡七丁目     | 1988年（昭和63年）7月4日  | 文殊・石山地区   | 字文殊、字石山、字仁田谷地                                                                                       |
| 国見六丁目     | 1992年（平成4年）7月6日   | 国見地区         | 字蔵谷、字狐沢山、字雷神堂山、字山雷神、字坊主門、字西雷神、字国見東山、字海道北、字山屋敷、字伊藤、字北雷神上   |

### 荒巻の由来
以下の説が荒巻の由来として考えられている。
粗蒔説
荒巻が自然に生い茂った草原の牧場であったことから、粗蒔（あらまき）と名付けられ、荒巻となったという説。
新牧説
新しい牧場の意味で新牧と名付けられ、それが荒巻となったという説。

## 施設
- 東北大学青葉山キャンパス
  - 青葉山北キャンパス（荒巻字青葉6-3）[47]
    - セブンイレブン東北大学理学部店（荒巻字青葉6-13）[48]

  - 青葉山東キャンパス（荒巻字青葉6-6）[47]
    - ゆうちょ銀行仙台支店東北大学工学部内出張所[49]

  - 青葉山新キャンパス（荒巻字青葉468-1）[47]
    - ローソンS東北大学青葉山店[50]
- 仙台赤門短期大学（荒巻字青葉6-41）[51]
- 越路公園（荒巻字青葉19-1364）[52]
- 仙台赤門医療専門学校（荒巻字青葉33-1）[53]
- 青葉の森緑地（荒巻字青葉92-1外）[52]
- 宮城教育大学（荒巻字青葉149）[54]
  - 七十七銀行本店営業部宮城教育大学出張所[55]
- 支援学校仙台みらい高等学園（荒巻字青葉393-12）[56]
- 宮城教育大学附属特別支援学校（荒巻字青葉395-2）[57]
- 理化学研究所仙台地区（荒巻字青葉519-1399）[58]
- 青葉南公園（荒巻字青葉519-1458）[52]
- 三居沢発電所（荒巻字三居沢16）[59]
- 荒巻仁田谷地北緑地（荒巻字仁田谷地7-1外）[52]
- 荒巻仁田谷地緑地（荒巻仁田谷地82-113）[52]
- 坊主門公園（荒巻字坊主門13-23）[52]

## 交通

### 鉄道
- 東日本旅客鉄道
  - 国見駅（仙山線）[27]
- 仙台市地下鉄
  - 青葉山駅（仙台市地下鉄東西線）[60]

### 道路
- 国道48号 - 地下を通過する。

### バス
域内を走るバス路線は以下の通りである。
- 仙台市営バス
  - るーぷる仙台
  - 10系統（八木山動物公園駅 - 青葉台）
  - 70系統（川内駅 - 北仙台駅・地下鉄北仙台駅）
  - 80系統（桜ケ丘七丁目 - 川内営業所）
  - 200系統（市営バス川内営業所 - 中野新町）
  - 730系統（仙台駅前-市営バス川内営業所前）
  - 830系統（仙台駅前 - 市営バス川内営業所前）
  - S831系統（市営バス川内営業所前 - 仙台駅前）
  - 888系統（仙台駅前 - 市民墓地）
  - S888系統（市民墓地中央 - 仙台駅前）

## 統計
2024年（令和6年）1月1日時点での荒巻域内の世帯数および人口は以下の通りである。
| 住所           | 世帯数    | 男    | 女    | 計      |
| -------------- | --------- | ----- | ----- | ------- |
| 荒巻字青葉     | 1,024世帯 | 770人 | 520人 | 1,290人 |
| 荒巻字三居沢   | 156世帯   | 78人  | 78人  | 156人   |
| 荒巻字西雷神   | 48世帯    | 41人  | 39人  | 80人    |
| 荒巻字仁田谷地 | 34世帯    | 25人  | 34人  | 59人    |
| 荒巻字坊主門   | 43世帯    | 43人  | 48人  | 91人    |
| 荒巻           | 1,305世帯 | 957人 | 719人 | 1,676人 |

国勢調査によると2020年10月時点での荒巻在住者の就学状況および在学学校種は以下の通りである。
| 住所         | 小学生 | 中学生 | 高校生 | 短大・高専生 | 大学生 | 大学院生 | 不祥 | 在学人口 | 総人口  | 学生人口の占める割合 |
| ------------ | ------ | ------ | ------ | ------------ | ------ | -------- | ---- | -------- | ------- | -------------------- |
| 荒巻字青葉   | 19人   | 16人   | 12人   | 5人          | 555人  | 265人    | 4人  | 876人    | 1,606人 | 54.5%                |
| 荒巻字弘法山 | 12人   | 7人    | 7人    | 0人          | 9人    | 3人      | 0人  | 38人     | 228人   | 16.7%                |
| 荒巻         | 31人   | 23人   | 19人   | 5人          | 561人  | 268人    | 4人  | 914人    | 1,997人 | 45.8%                |

## 学区
住所ごとの公立学校の学区は以下の通りである。
| 住所           | 小学校             | 中学校             |
| -------------- | ------------------ | ------------------ |
| 荒巻字青葉     | 仙台市立立町小学校 | 仙台市立第二中学校 |
| 荒巻字三居沢   | 仙台市立八幡小学校 | 仙台市立第一中学校 |
| 荒巻字弘法山   | 仙台市立国見小学校 | 仙台市立第一中学校 |
| 荒巻字西雷神   | 仙台市立国見小学校 | 仙台市立第一中学校 |
| 荒巻字仁田谷地 | 仙台市立国見小学校 | 仙台市立第一中学校 |
| 荒巻字坊主門   | 仙台市立国見小学校 | 仙台市立第一中学校 |

## 寺社仏閣
- 三居澤大聖不動尊 - 本尊を大聖不動明王とする[28]。眼病平癒に利益があるとされ、仙台城下より酉の方角（西）に位置する不動明王であることから、仙台卦体神（十二支守り本尊）における酉年生まれの一代守り本尊としても信仰を受けている[64]不動尊の来歴詳細は不明であるが境内に残る最古碑には1634年（寛永11年）の建立年が刻まれ、江戸時代初期には既に信仰の地であったとされる[64]。

## 文化財・遺跡
- 青葉山 - 仙台地域の丘陵部の本来の自然状態を示す原生林として国の天然記念物に指定されている[65]。高等植物約700種，コケ植物約140種が自生し、大部分はモミ林で林床には、ヒメノヤガラ・ムヨウラン等腐生のラン科植物がある[65]。仙台城の御裏林として人の手が加えられなかったことや東北大学理学部附属植物園として保護管理されてきたことにより、多種の鳥類やムササビ、リス等の野生動物も生息している[65]。
- 三居沢発電所 - 木造平屋建、下見板貼のほぼ正方形プランの建屋で、寄棟屋根の中央部を一段高く上げて切妻屋根を架け、平の面を前面明かり取り窓とする外観を呈す。国の登録有形文化財であり、水力で発電を行ったため「日本の水力発電発祥の地」とされる[22][66][注 2]。また、昼間の余剰電力を利用し、カルシウムカーバイド製造所に50kW の電気炉を設置し、日本で初めてカーバイド製造を実施したことから三居沢は「電気化学 工業の発祥の地」とされてもいる[59]。現在も東北電力の発電所として操業しており、2022年時点でおよそ2,300世帯へ電力を供給している[22]。
- 青葉山遺跡群 - 青葉山A遺跡、B遺跡、C遺跡、D遺跡、E遺跡からなる遺跡群である[67]。最初に当地において、遺物が発見されたのは、昭和初期に当時東北帝国大学医学部の助手であった山内清男が、陸軍工兵隊の演習場であった青葉山から、繊維土器を発見したこととされる。しかし、資料提示はなされておらず詳細は不明で細かな場所も確定できていない。そのため、本格的に発掘調査が行われたのは戦後に入ってからである[68]。
  - 青葉山A遺跡：広瀬川の最も高い河岸段丘（青葉山段丘）上に立地しており、標高は196～204m、面積は約34,900m2である[13]。市内で最も早くから知られた旧石器時代の遺跡であり、1968年（昭和43年）に石器が3点採取された[13]。採取石器は旧石器時代を特徴づける石刃、石刃を素材としたナイフ形石器で後期旧石器時代の遺跡であることが確認された[13]。ナイフ形石器は基部と側縁の一部に主要剥離面からの細部調整が施されている[13]。ほかの1点は横長剥片の末端に素材剥片の主要剥離面から、一部に自然面が残存する表面側へ細部調整を施して急角度の刃部を作出している[13]。石材は3点とも良質な珪質頁岩が使われている[13]。詳細な採集地点などは明らかとなっておらず、1988年度に無線中継所建設工事に伴い仙台市教育委員会によって調査が実施されているが、その際は遺構・遺物は一切発見されていない[68]。
  - 青葉山B遺跡：1982年発見[69]。東北大学青葉山北キャンパス内に位置する遺跡で広瀬川の青葉山段丘上に立地する[14][68]。標高は約150m、面積は約26,600m2である[14]。東北大学による発掘調査が1984年（昭和59年）に行われ，旧石器時代の石器、縄文時代前期、晩期の土器、弥生時代の石器、平安時代の土師器などが発見された[14]。縄文時代～平安時代の遺物については、地点を異にして発見されており、量も少ないため、当地は各時代の中心的な生活の場ではなかったと推定されるが、何度かにわたって人々が活動していた場であることが判明している[14]。旧石器時代の石器については、前期・後期旧石器時代とされた石器が35点出土したとされているが、2000年（平成12年）に発覚した旧石器捏造事件を受け、青葉山B遺跡は藤村新一が関与した遺跡であることから、日本考古学協会が検証を行った結果、出土した石器はすべて学術資料として使用できる状態にはないと判断されている[14]。これを受けて県では、青葉山B遺跡について、2003年（平成15年）に旧石器時代の埋蔵文化財包蔵地としての登録を抹消している[14]。
  - 青葉山C遺跡：青葉山新キャンパス内に位置する遺跡で旧石器時代後期の石器が出土した[68][70]。一部の石器には被熱の痕跡が認められ、旧石器時代後期に当地で、人が火と石器を用いた生活をしていたことが判明している。その他、東側の露頭の崩壊土から、局部磨製石斧や剥片が採集されている[71]。
  - 青葉山D遺跡：両面加工石器や剥片が採集されており、旧石器時代の遺跡として埋蔵文化財包蔵地に登録されている[71]。
  - 青葉山E遺跡：1984年発見[69]。東北大学青葉山北キャンパス内に位置する遺跡で広瀬川の青葉山段丘上に立地している[15] [68]。標高約150mで面積は約25,400m2である。1984年（昭和59年）から2002年（平成14年）にかけ、東北大学による発掘調査が7度行われ、旧石器時代の遺物、縄文時代の遺物や竪穴建物跡、弥生時代、平安時代の遺物などが発見されたと報告されている[15]。縄文時代の遺物については、縄文時代早期中頃から縄文時代晩期にかけての土器や石器が発見されており、また、早期終わり頃と考えられる竪穴建物跡が2棟発見されている[15]。弥生時代、平安時代の遺物については量が少なく、詳細は不明であるが、当地において人々が何らかの活動を行っていたことがうかがえる[15]。旧石器時代の遺物については、中期、後期旧石器時代の石器が計20点、礫が計8点出土したとされていたが、2000年（平成12年）に発覚した旧石器捏造事件を受け、青葉山E遺跡は藤村新一が関与した遺跡であることから、日本考古学協会が検証を行った結果、中期旧石器時代とされた石器11点、礫1点には学術資料としての価値がないと判断されており、ナイフ形石器やエンドスクレイパーを含む、後期旧石器時代とされた石器9点、礫7点については、周辺での多数の類似例による検討が可能になるまで学術的な価値についての判断は保留されている[15]。これを受けて県は青葉山E遺跡について2003年（平成15年）に旧石器時代の埋蔵文化財包蔵地としての登録を抹消している[15]。

## 人物
- 新妻源太兵衛 - 仙台藩士で仙台藩藩主伊達忠宗の治世の頃、荒巻村曾根木沢に新田を開発した[17]。新妻源太兵衛の開発した新田は『仙台領奥州街道絵図』には「新妻源太兵衛新田」として描かれている[17]。新妻源太兵衛の名は源太兵衛東、源太兵衛中、源太兵衛西という荒巻の小字として残っていたが、荒巻における住居表示の実施に伴い、消滅した[17]。